# 4. travnja u Drugom svjetskom ratu
Drugi svjetski rat po nadnevcima: 4. travnja u Drugom svjetskom ratu.

### 1945.
- Crvena armija oslobodila Mađarsku od nacističke okupacije.